# Julia Pierson
Julia Ann Pierson (Orlando, 21 luglio 1959) è una poliziotta statunitense, 23° direttore dell'United States Secret Service.
È diventata direttrice il 27 marzo 2013, ed in seguito a una serie di scandali riguardanti l'agenzia, ha rassegnato le dimissioni il 1º ottobre 2014.

## Biografia

### Primi anni e formazione
Pierson è nata nel 1959 a Orlando, in Florida. Mentre frequentava il liceo, lavorava come assistente di parcheggio al Walt Disney World Resort. Frequentò poi l'University of Central Florida, laureata nel 1981 in giustizia forense con bachelor's degree.

### Carriera
Dopo la laurea, Pierson ha lavorato nell'Orlando Police Department (OPD), pattugliando la sezione nord-est di Orlando, diventando una delle prime ufficiali donna assegnata ad una pattuglia. 
Nel 1984 è entrata a far parte dell'United States Secret Service come agente speciale. Ha servito nel Miami Field Office dal 1984 al 1985 e nell'Orlando Field Office dal 1985 al 1988. 
Dal 1989 al 2000 ha servito nel programma di protezione dei dettagli presidenziali per George H. W. Bush, Bill Clinton e George W. Bush. Tra il 2000 e il 2011 ha ricoperto la carica di agente speciale per l'Ufficio delle Operazioni di Protezione e poi come vice direttore dell'Ufficio di Amministrazione fino al 2005 per poi ritornare nel 2006 all'Ufficio delle Operazioni di Protezione come vice direttore. Dal 2008 fino alla sua nomina a direttore, Pierson ha servito da capo del personale e come assistente dell'Ufficio Risorse Umane e Formazione per il Servizio Segreto.
Pierson è stata nominata direttrice dal presidente Barack Obama il 27 marzo 2013, diventando la prima donna a dirigere l'agenzia. A seguito di una serie di scandali riguardanti l'agenzia, ha rassegnato le dimissioni il 1º ottobre 2014.